# Zeichensprache im Zisterzienserorden

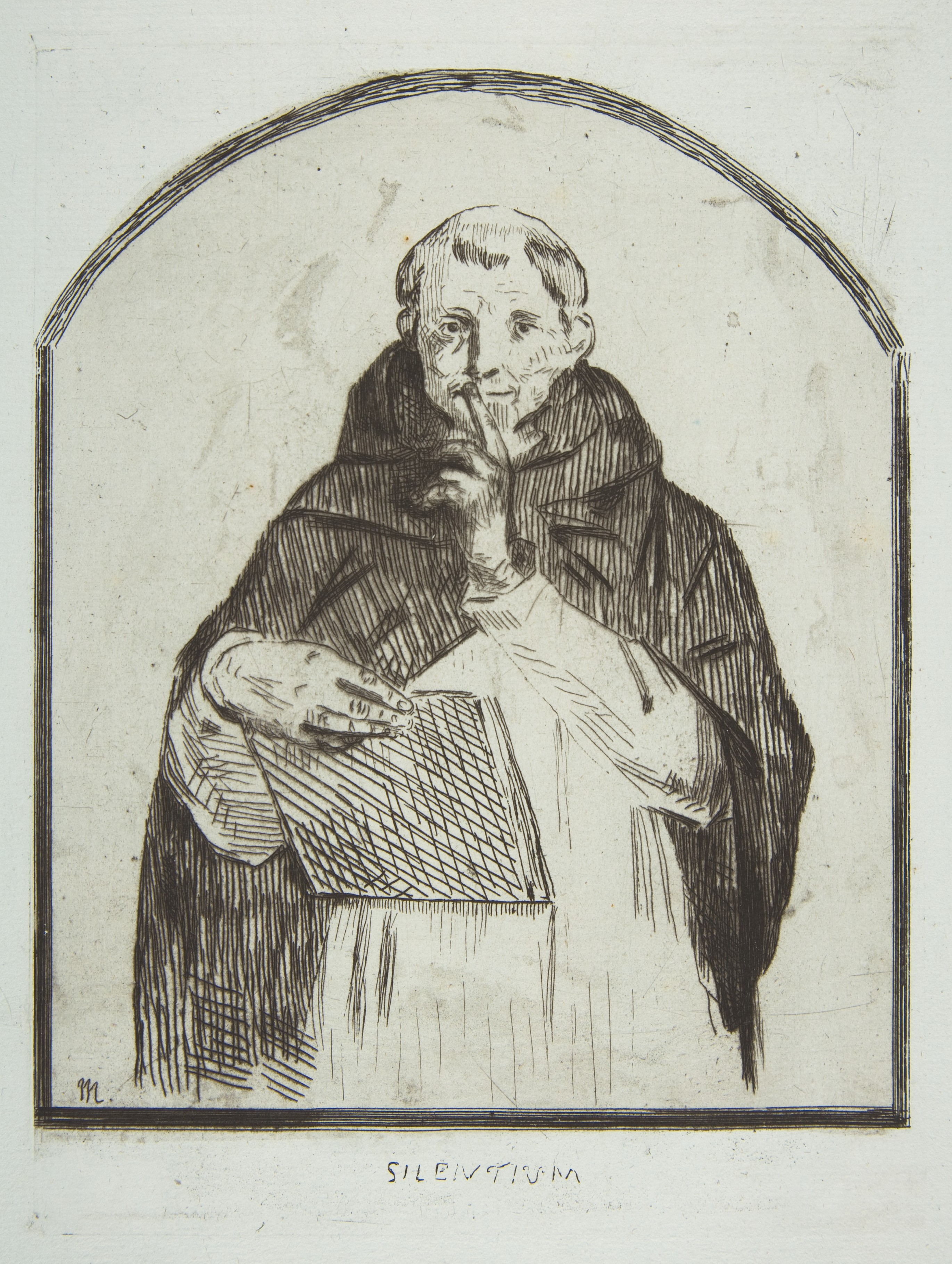
Den Zeigefinger auf den Mund legen, bedeutet schweigen. Zeige- und Mittelfinger auf den Mund legen, bedeutet sprechen. (Silentium, Radierung von Édouard Manet, 1862/64)

Eine Zeichensprache ersetzte im Zisterzienserorden bis Ende des 16. Jahrhunderts die verbale Kommunikation in bestimmten Lebensbereichen. In modifizierter Form wurde sie von den Zisterziensern der strengeren Observanz bis zum Zweiten Vatikanischen Konzil, teilweise auch bis in die Gegenwart gebraucht. Die richtige Ausführung der Sprachzeichen (signa loquendi) wurde im Noviziat erlernt. Hilfsmittel für die Novizen, sogenannte Signa-Listen, sind aus dem Mittelalter und der frühen Neuzeit überliefert. Die Zisterzienser haben diese Form der Kommunikation unter Mönchen nicht erfunden, aber besonders konsequent verwendet. Das ist eine Folge davon, dass dieser Reformorden das Silentium hoch schätzte.
Anders als Gebärdensprachen waren die in den Klöstern verwendeten Zeichensprachen keine voll ausgebildete Sprache im heutigen Sinn. Es gab beispielsweise kaum Verben. Die Kommunikation hatte den Charakter einfacher Anweisungen, etwa während der Arbeit in den Werkstätten. Ein wichtiger Anwendungsbereich war die Bitte bei Tisch, um eine Speise zugereicht zu bekommen.

## Geschichte

### Anfänge im Cluniazenserorden

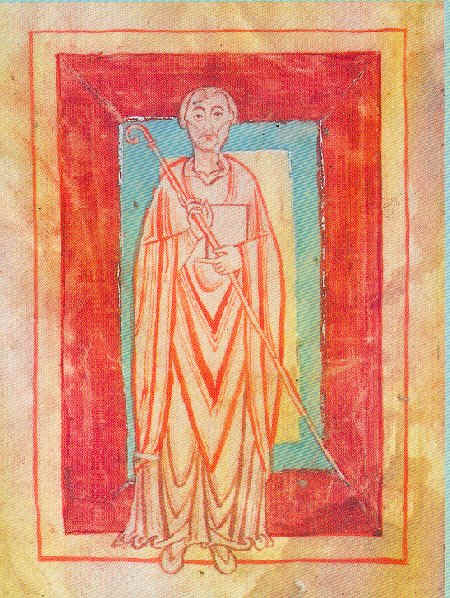
Abt Wilhelm von Hirsau, die von ihm veranlassten Hirsauer Konstitutionen enthalten 359 Zeichenbeschreibungen

Die Lebensbeschreibung des Bischofs Odo von Cluny (10. Jahrhundert) ist die erste Quelle, die von einer klösterlichen Kommunikation mittels „Finger- und Augenzeichen“ berichtet. Die ältesten Signa-Listen sind die von Cluny und Hirsau (beide Ende 11. Jahrhundert). Die monastische Zeichensprache wurde also schriftlich niedergelegt als Begleiterscheinung der cluniazensischen bzw. Hirsauer Reform. Für den cluniazensischen Novizen war das Erlernen der Zeichensprache im sozialen Sinn überlebenswichtig, „weil es ihm nur selten erlaubt ist zu reden, nachdem er in den Konvent aufgenommen wurde.“

### Übernahme, Ausformung und Aufgabe der Zeichensprache im Zisterzienserorden
Vom Zisterzienserkloster Salem ist bekannt, dass dort am Anfang des 13. Jahrhunderts eine Hirsauer Zeichenliste übernommen wurde. Jedoch hatte jedes Kloster dieses Ordens seine eigenen Traditionen.
Die Signa-Listen aus Zisterzienserklöstern sind jünger. Sie lassen sich in zwei Gruppen teilen. Beide sind in lateinischen Hexametern geschrieben und werden nach den Anfangsworten benannt:
- Si quis adhuc artem signandi non bene novit (Abkürzung: Siquis), sechs Handschriften. Sie entstammen dem 14. und 15. Jahrhundert und gehören alle zu Klöstern der Filiation von Morimond. Die 165 in Versform vorgestellten Signa sind (ohne Rücksicht auf den Sinn) nach Ähnlichkeit des Zeichens geordnet.
- Artem signorum (Abkürzung: Ars), zwei Handschriften des 16. Jahrhunderts, beide aus Clairvaux. Sie erweitern die Siquis-Liste um neue Zeichen. Es sind jetzt 216 Zeichen, geordnet nach Sachgruppen.

Es gibt auch Signa-Listen in den Nationalsprachen. So ist aus dem Kloster Loccum eine lateinische und eine deutsche Liste überliefert, allerdings in Handschriften des 18. und späten 16. Jahrhunderts. Die Einleitung der Loccumer Liste dokumentiert, wie die Zeichensprache am Ende des 16. Jahrhunderts aus dem Klosteralltag verschwand: „Hierauf folgen die Zeichen zu Teutsch, die alhie im Chloster Loccum seynd vormahls im gebrauche gewesen, und noch bey meiner Zeit, als ich noch novitius uuahr, als im Jahre 1577, und 1578, bey seel. Herrn Johann Heimans zeiten des Abts: aber, so bald der starb, ists im abgang gekohmen.“
Die Novizen des Zisterzienserordens waren vom Gebrauch der Sprachzeichen quasi abgeschirmt, ausschließlich der Novizenmeister kommunizierte auf diesem Wege mit ihnen. Erst nach Ablegen der Profess hatten sie die Möglichkeit, die erlernte Zeichensprache praktisch zu erproben und wurden von anderen Mönchen auf diese Weise angesprochen.

### Wiederaufnahme der Zeichensprache durch die Trappisten
Die zisterziensische Reformbewegung, die sich um Armand Jean Le Bouthillier de Rancé sammelte, griff die Signa loquendi nach jahrzehntelanger Nichtbenutzung im 17. Jahrhundert wieder auf. Man sah darin einen Teil der zisterziensischen Tradition, die man erneuern wollte.
In Trappistenklöstern blieb die Zeichensprache bis zum Zweiten Vatikanum lebendiger Alltag; die Zeichen wurden vermehrt (auf maximal 880), systematisiert und vereinheitlicht. Heute ist das Erlernen der Zeichensprache kein Teil der Noviziatsausbildung in diesem Orden mehr. Einige praktische Zeichen sind aber weiterhin im Gebrauch. So benutzen die Trappistinnen der Abtei La Fille-Dieu (Schweiz) im Chor beispielsweise folgende Zeichen: singen, lesen, Psalm, Seitennummer.
Robert A. Barakat lebte einige Zeit in der Trappistenabtei Spencer, um ein Lexikon der dortigen Zeichensprache vorlegen zu können (siehe Literatur). Er stellt auch die dort verwendete Syntax dar, die von der jeweiligen Muttersprache bestimmt ist, in diesem Fall vom Amerikanischen.

## Bildung der Zeichen
Die meisten Zeichen wurden mit der rechten Hand, viele auch nur mit dem rechten Zeigefinger ausgeführt.
Die Hirsauer Liste enthält 359 Zeichen in 26 Gruppen. Besonders zahlreich sind Zeichen für Lebensmittel, Kleidung und liturgisches Gerät. Obwohl Hirsau kein Zisterzienserkloster war, werden die Hirsauer Zeichen gern zur Veranschaulichung der frühen zisterziensischen Zeichensprache herangezogen.
Beispiele aus Hirsau:
- Allgemeines Zeichen (Generalzeichen) für Brot: „Mache einen Kreis mit beiden Daumen und Zeigefingern, weil das Brot rund ist.“[13]
- Zeichen für Zwieback: Man macht das Zeichen für Brot, dann bläst man ein wenig gegen den Zeigefinger und hebt sodann den Mittelfinger. Damit ist die Hitze beim Backen und das doppelte Backen angedeutet, wie es für Zwieback typisch ist.[14]

Seltsam ist, dass in den Listen Zeichen für Lebensmittel, die im Kloster gar nicht erlaubt waren, auftauchen und die daher ohne praktischen Wert waren. Man deutet dies als Ausdruck adligen Standesbewusstseins.
Eine Schwierigkeit entsteht dadurch, dass viele Zeichen mehrdeutig sind.
- Zeichen für Forelle: Man macht das Zeichen für Fisch und zieht den Zeigefinger von einer Augenbraue zur anderen. Dieses zweite Zeichen, für sich genommen, bezeichnet aber die Frau, „wegen des Bandes (Schleiers?), das an dieser Stelle von den Frauen getragen wird.“[16]

Beispiele der niederdeutschen Zeichenliste des Zisterzienserklosters Loccum:
- 94. „Richtestu 3 finger uprecht, dat betekend einen Becker. Richtest du 3 Finger auf[recht], das bezeichnet einen Becher.
- 95. Hölstu se aver dahl, dat is eine Grape. Hältst du sie aber nach unten, das ist ein Grapen.
- 96. Bögestu se vorn thohope, dat is ein Leppel. Biegst du sie vorn zusammen, das ist ein Löffel.
- 98. Hölstu alle 5 up nahe thosamen, dat is Water. Hältst du alle 5 nah zusammen hoch, das ist Wasser.
- 99. Holstu se dahl, dat bedüdet Regen. Hältst du sie nach unten, das ist Regen.“[17]

Als offenes System konnte die Zeichensprache von einzelnen Mönchen mit weiteren Zeichen ergänzt werden, deren Bedeutung nur einige Brüder kannten, was subversive Möglichkeiten eröffnete und unerwünscht war. Im 20. Jahrhundert kam es in Trappistenklöstern zur Bildung neuer Zeichen für Traktor, Dusche oder Telefon.

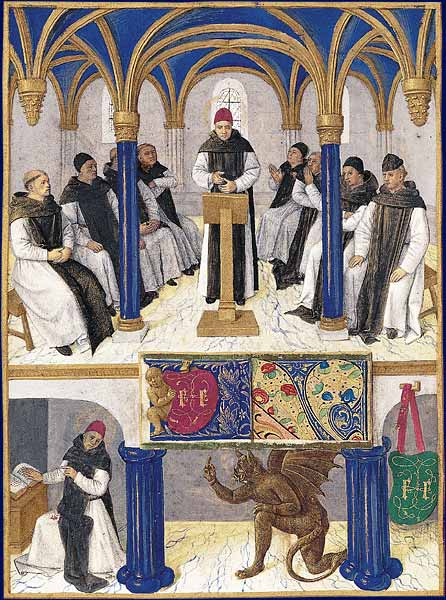
Bernhard von Clairvaux im Kreis von Zisterziensern (Jean Fouquet, Musée Condé, Chantilly)

## Silentium und Taciturnitas
Die Zeichensprache galt als Sprache. Schweigen bedeutete deshalb auch, sich der Zeichensprache zu enthalten. Schon die Benediktsregel unterschied in diesem Sinne zwischen silentium (Stille) und taciturnitas (Schweigsamkeit), Ersteres eine Rahmenbedingung klösterlichen Lebens, Letzteres eine innere Haltung des Mönchs.
Die Fastenzeit war nach der Benediktsregel eine Zeit spiritueller Übungen, wozu gehörte, dass der Mönch „in der Freude des Heiligen Geistes“ individuell und in Absprache mit dem Abt auf etwas Erlaubtes verzichtete, zum Beispiel Speisen, Schlaf, „Geschwätzigkeit und Ausgelassenheit“ (RB 49,7). Der Zisterzienser Bernhard von Clairvaux ermahnte die Mönche in einer Fastenpredigt: „Die Hand enthalte sich überflüssiger Zeichen (ieiunet manus ab otiosis signis).“
Den Zisterziensern war bewusst, dass man mit Sprachzeichen ebenso wie mit artikulierten Worten geschwätzig sein oder den Mitbruder verletzen konnte. Hélinand von Froidmont († 1230) malte seinen Lesern aus, wie die Hand und die Finger, die überflüssige oder scherzhafte Zeichen gebildet hatten, im Jenseits dafür bestraft würden.

## Vor- und Nachteile der zisterziensischen Zeichensprache
Die Zeichensprache stellte in den Klausurbereichen des Klosters eine besondere Atmosphäre meditativer Stille (Silentium) her. Diesen Zweck erfüllte sie sehr gut.
Die Signa loquendi waren aber auch nützlich zur Festigung der Gruppenidentität. Jedes Kloster hatte seinen eigenen „Dialekt“; wer das Kloster wechselte, musste die dort üblichen Zeichen neu lernen. Petrus Venerabilis schrieb bedauernd, wenn Zisterzienser und Cluniazenser einander begegneten, wechselten die Zisterzienser sofort in ihre geheime Zeichensprache. Den Cluniazensern blieb da nur das Witzeln auf Kosten des rivalisierenden Ordens; sie waren von der Kommunikation ausgeschlossen.
Die zisterziensische Zeichensprache stieß auf innermonastische Kritik: Sie könne zum virtuosen Gestikulieren ausarten, das für den Mönch unpassend sei, da er damit einem Gaukler ähnele. Die theologischen Autoren stellten nämlich einen Zusammenhang zwischen dem äußeren Habitus eines Menschen und seiner inneren Verfasstheit her; demgemäß hatte der Novize zu lernen, wie er sich in jeder Situation gemessen und würdig bewegte. Das war mit einem schnelleren Gebrauch der Sprachzeichen schwer in Einklang zu bringen.
Konrad von Eberbach tadelte, dass die Zeichensprache mitunter spielerisch und scherzhaft eingesetzt werde. Durch die Mehrfachbelegung der Zeichen (siehe oben: Forelle) gab es bei größerer Geschwindigkeit Kommunikationsprobleme. Eine praktische Schwierigkeit gerade in Arbeitssituationen bestand darin, dass immer Blickkontakt gegeben sein musste. Die Trappistinnen der Abtei La Fille-Dieu erinnerten sich, dass der Dialog mittels Zeichensprache sehr viel Konzentration erfordert habe; da viele Zeichen mehrere Bedeutungen hatten, musste man den Kontext beachten, um Missverständnisse zu vermeiden.